# Zofia Filipowiczowa
Zofia Filipowiczowa (XVII w.) − domniemana czarownica, guślarka, oskarżona w 1639 o czary przez szlachcica Pawła Podlodowskiego. Bohaterka lubelskiej legendy i utworów literackich.

## Życiorys

### Pochodzenie
Filipowiczowa była czeladnicą we dworze Podlodowskich w Korzycach, wsi położonej kilkanaście kilometrów od Skrzynna (wówczas w województwie sandomierskim). Wieś należała do szlachcica Jana Podlodowskiego herbu Janina (zm. ok. 1639), a następnie do jego syna Pawła (zm. 1670), właściciela części Rykowa oraz Żukowa.
W 1639 została oskarżona o czary i spowodowanie śmierci Jana Podlodowskiego, a także nastawanie na zdrowie oraz dobytek jego syna. Miała też uczyć guseł inne kobiety (m.in. Agniczkę Firlejówkę, Ewę z Ziemak i Łucję z Woli), które również postawiono przed sądem.

### Proces
Sprawą Zofii Filipowiczowej zajmował się sąd kryminalny gajony pod przewodnictwem wójta skrzyńskiego Łukasza Brewki. Zebrał się on 15 lipca 1639 na specjalnym posiedzeniu, w należącym do Podlodowskich Rykowie, gdzie przetrzymywano domniemane czarownice. Oskarżycielem był syn szlachcica, Paweł Podlodowski. Zeznania przed sądem złożyły: Agnieszka Firlejówka z Kozic (Korzyc), Anna Wiotezczyna z Kozic (Korzyc), Ewa z Ziemak (obecnie: Ziomaki) oraz Łucja z Woli (dawniej: Wola Kozicka). Kobiety te, podobnie jak główna oskarżona, zostały przesłuchane bez użycia tortur. Wyznały, że wielokrotnie były świadkami (lub pomagały) w odprawianych przez Filipowiczową czarach (m.in. sporządzaniu napojów miłosnych z dodatkiem krwi z palca serdecznego czy wykorzystywaniu ususzonego na proch serca gołębia dla wzbudzenia miłości ukochanego).
Podczas przesłuchania Zofia przyznała, że nauczyła się czarować przed dziesięciu laty od niejakiej pani Zawadzkiej. Wspomniała również o innej czarownicy, sprowadzonej do Korzyc z Zawad, przez Zofię Zabielską. Chociaż Filipowiczowej groziło odesłanie w ręce kata i tortury, dzięki wstawiennictwu różnych osób (w tym duchownych) decyzję tę złagodzono. Nie orzeczono wobec niej również najwyższego możliwego wymiaru kary, czyli śmierci przez spalenie na stosie (to iest aby ogniem [...] spalona bydz miała). Skazano ją, podobnie jak Ewę i Łucję, na chłostę i wygnanie z majętności Podlodowskich. Musiała ponadto złożyć przysięgę, że nie będzie już nikomu szkodziła czarami.
Odpis protokołu z tego procesu zamieszczono w 1640 w aktach miasta Lublina. Wpisu do księgi sądowej, na wniosek występującego w imieniu Pawła Podlodowskiego szlachcica Jana Kuleszy, dokonał pisarz miejski Mateusz Zabulski.

## W literaturze
Historia Filipowiczowej posłużyła związanemu z Lublinem poecie Józefowi Ziębie do napisania opowiadania O lubości wielkiej Zofijej Filipowiczowej czary czyniącej i za czary skazanej, które ukazało się po raz pierwszy w jego zbiorze Szklaneczka króla Stasia (Lublin 1977; wyd. 2, 1983). Pod zmienionym tytułem (Sąd nad „czarownicą”) weszło także do opublikowanego przez niego z okazji 700-lecia lokacji Lublina na prawie magdeburskim jubileuszowego zbioru Tajemnice lubelskiego koziołka. Dwadzieścia jeden opowieści.
Spisane wierszem losy Filipowiczowej ukazały się w Legendach Starego Lublina autorstwa lubelskiego barda i przewodnika Marka Kasprzyka (1958−2017). Historię tę można znaleźć również na różnych stronach internetowych poświęconych lubelskim legendom oraz w przewodnikach po mieście.

## Kontrowersje
W utworach literackich, a także w niektórych artykułach, Filipowiczowa przedstawiona jest najczęściej jako młoda i zakochana w podstarzałym szlachcicu Janie Podlodowskim czeladnica, która za pomocą magii próbuje zdobyć i utrzymać miłość ukochanego. Gdy jej wybranek umiera, Zofia próbuje rozkochać w sobie jego syna Pawła. Ten jednak nie chce odwzajemnić afektu, a gdy w dodatku wkrótce jego gospodarstwo zaczyna popadać w ruinę, oskarża kobietę o czary.
Wbrew zachowanym protokołom sądowym autorzy podają zwykle, że Zofia mieszkała w położonych niedaleko Lublina Kozicach, a jej proces toczył się w 1640 roku przed obliczem sądu miejskiego (wójtowskiego) w Lublinie. Według Mariusza Gadomskiego Filipowiczowa miała zostać też poddana „okrutnym torturom”, przeprowadzonym w podziemiach lubelskiego ratusza.
Nie udało się dotąd potwierdzić, czy wspomniana w aktach Zofia Zabielska rzeczywiście była narzeczoną Pawła Podlodowskiego, jak pisał w swoim opowiadaniu Józef Zięba. Prawdopodobnie żoną szlachcica była nieznana z imienia córka Jana Kietlińskiego.

## Źródła i opracowania
Oryginalne siedemnastowieczne protokoły z procesu Filipowiczowej prawdopodobnie nie zachowały się.  Pochodzący z 1640 roku odpis procesu wpisany do jednej z lubelskich ksiąg miejskich przechowywany jest w Archiwum Państwowym w Lublinie (Akta miasta Lublina, sygn. 38, k. 113–116). Wydała go drukiem w 1947 Mirosława Dąbrowska‑Zakrzewska (Zakrzewska-Dubasowa). O sprawie tej pisała też w 2019 Magdalena Kowalska-Cichy w książce Magia i procesy o czary w staropolskim Lublinie.